# Ptychosperma tagulense
Ptychosperma tagulense är en enhjärtbladig växtart som beskrevs av Frederick Burt Essig. Ptychosperma tagulense ingår i släktet Ptychosperma och familjen Arecaceae. Inga underarter finns listade i Catalogue of Life.